# Пуле, Гастон
Гастон Пуле (фр. Gaston Poulet; 10 апреля 1892 — 14 апреля 1974) — французский скрипач и дирижёр. Муж Жанны Эврар, отец Жерара Пуле.
Учился в Парижской консерватории у Жана Юре. Окончил курс в 1910 г., получив первую премию от экзаменационной комиссии, в которую входили Йозеф Иоахим, Джордже Энеску, Жак Тибо, Леопольд Ауэр и др.; по приглашению председателя комиссии Эжена Изаи вскоре выступил в Брюсселе перед бельгийским королевским двором.
В 1914 году основал струнный Квартет Пуле. С началом Первой мировой войны был призван в армию, но вскоре получил контузию, был комиссован и вернулся к исполнительской карьере. Исполняя вместе со своим квартетом произведения Клода Дебюсси, завоевал доверие и уважение композитора и 5 мая 1917 г. исполнил премьеру его скрипичной сонаты вместе с автором. На протяжении 1920-х гг. Пуле широко концертировал как солист и в составе созданного им квартета. Одновременно Пуле начал выступать как дирижёр, в 1926—1932 гг. проводя в Париже еженедельные концерты. В конце 1930-х гг. Пуле стал директором консерватории Бордо, сформировав оркестр из её преподавателей, а затем объединив его в 1940 г. с оркестром Общества Святой Цецилии (ныне созданный Пуле коллектив называется Национальным оркестром Аквитании). В послевоенные годы Пуле был одним из руководителей Безансонского фестиваля.